# Hermopolis
| E34 |

| W24 · O49 · w |

| E34 |

| W24 · O49 · w |

Hermopolis (z gr. - miasto ośmiu, również Hermopolis Magna; egip. ḫmnw (w polskiej literaturze Chemenu)) – prastare miasto w starożytnym Egipcie, stolica XV nomu Górnego Egiptu; miasto ośmiu bóstw (Ogdoady).

## Historia
Hermopolis było w starożytnym Egipcie centrum kultu Thota, a także centrum kultu ośmiu bóstw, które wg wierzeń miały tu zapoczątkować powstanie boga, stwórcy ludzi. Bóstwami tymi byli:
Nun i jego małżonka Naunet – pierwotne wody,
Kuk i Kauket – ciemności,
Tenemu i Tenemut (później, przypuszczalnie od Epoki Późnej, zastąpieni przez Amon i Amaunet) – niewidzialność,
Huh i Hauhet – nieskończona przestrzeń;
Bogowie Ogdoady przybrali formę żab, natomiast boginie – formę węży, a niekiedy małp; jedynie Amon przybrał postać węża o imieniu Kemofet ("ten, który spełnił swój czas").
W okresie hellenistycznym kult Thotha przekształcił się w kult Hermesa. W okresie rzymskim powstała agora. Natomiast w V wieku wzniesiono w jej miejscu bazylikę. To jedna z najbardziej imponujących budowli koptyjskich. Została zidentyfikowana w 1942 roku przez Moharama Kamala, następnie odsłonięta przez misję Uniwersytetu w Aleksandrii, a w latach 1987–1990 udokumentowana i poddana konserwacji przez polsko-egipską ekspedycję Centrum Archeologii Śródziemnomorskiej Uniwersytetu Warszawskiego, PP Pracowni Konserwacji Zabytków (PP PKZ) oraz Ministerstwa Starożytności Egiptu.
Obecnie w tym miejscu znajduje się miasteczko Al-Aszmunin.

## Pochodzenie nazwy
Thot utożsamiany był z greckim bogiem Hermesem, stąd nazwa miasta – Hermopolis.

## Wygląd
W Hermopolis było święte jezioro Deser (jezioro dwóch noży). Pośrodku jeziora była położona Wyspa Płomieni, na której święty Ibis składał kosmiczne Jajo, a następnie je rozbijał. Ibis był jedną z reprezentacji Thota.
Najlepiej zachowały się 24 kolumny pochodzące z chrześcijańskiej bazyliki oraz cztery rzeźby pawianów w piaskowcu.